# Xerospermophilus spilosoma
Espèce
Statut de conservation UICN

 LC  : Préoccupation mineure
Xerospermophilus spilosoma est une espèce de rongeur nord-américain de la famille des Sciuridés. Il est généralement appelé spermophile tacheté, il partage ce nom vernaculaire avec l'espèce Spermophilus suslicus.